# ابوطالب انباری
عبیدالله بن احمد بن یعقوب بن نصر بن طالب انباری (وفات ۳۵۶ ه‍.ق) محدث شیعه است. وی در نزد سجستانی، نینوایی و جمهور عمی شاگردی کرده است. از شاگردانش ابوالفوارس مزنی، ابوغالب زراری، ابن داوود قمی، تلعکبری و جوهری بوده‌اند. او ۱۴۰ اثر نوشته که اکنون موجود نیستند. برخی از آنها عبارتند از: اسماء امیرالمؤمنین، الخط و القلم، مزار ابی‌عبدالله.